# Hungersee (Breitungen)
Koordinaten: 51° 29′ 38″ N, 11° 2′ 48″ O

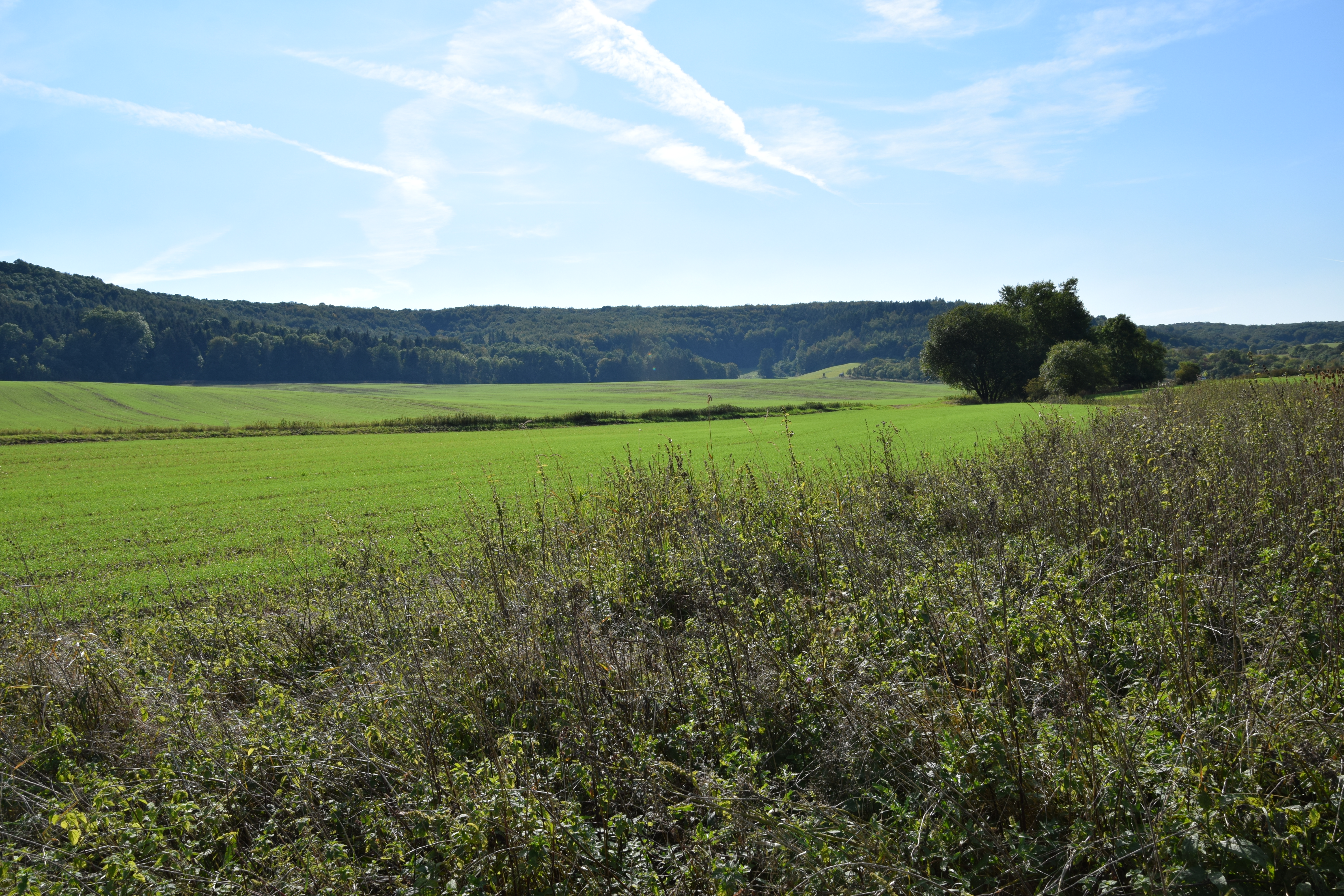
Bewuchs im Bereich des Hungersees im Breitunger Tal

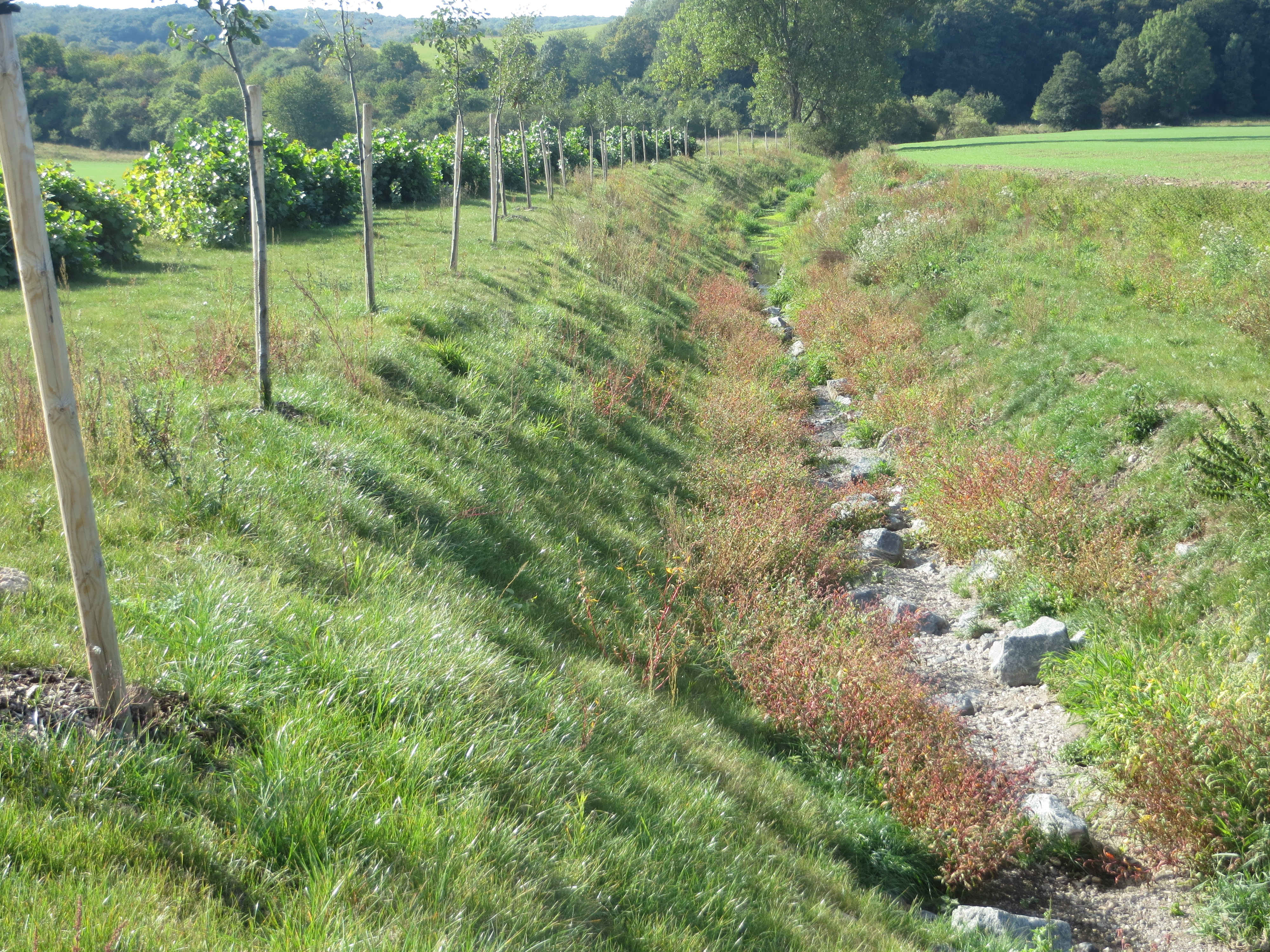
Abschnitt des Breitunger Bachs, in dem das Oberflächenwasser versickert ist

Der Hungersee ist eine Bodensenke bei Breitungen im Südharz im deutschen Bundesland Sachsen-Anhalt, die ab dem 17. Jahrhundert bis in die 1950er Jahre episodisch überflutet war. Der Hungersee hat wahrscheinlich eine Verbindung zum, teils ebenfalls als Hungersee bezeichneten, Bauerngraben. Das Gebiet des ehemaligen Hungersees ist Teil des Naturschutzgebietes Gipskarstlandschaft Questenberg.

## Beschreibung
Die Senke liegt zwischen Mühlweg und dem Weidendamm, südlich des Kalkbergs und ist durch Auslaugung von Gips im Untergrund entstanden. Die Wasserfüllung erfolgt wahrscheinlich unterirdisch. Ursprünglich war das Gebiet nur an der tiefsten Stelle feucht, das restliche Wasser floss durch einen alten unterirdischen Stollen fort. Dieser muss im 17. Jahrhundert eingebrochen sein, sodass der Abfluss nicht mehr zuverlässig gegeben war. Die erste urkundliche Erwähnung einer Wasserfüllung der Senke stammte aus dem Jahr 1698. Bereits damals wurde eine Verbindung zum Bauerngraben vermutet, ließ sich jedoch nicht beweisen. Bald nach der ersten Füllung wurden Fische eingesetzt, die gut gediehen, bis der See wieder trocken fiel. Da in dieser Zeit in der Senke, die für örtliche Landwirtschaft eine enorme Bedeutung hatte, selbige nicht möglich war, brachte der See für die Breitunger Bauern Hunger und Not mit sich. Der Fischfang konnte dies nicht ausgleichen, weshalb die Bezeichnung Hungersee geprägt wurde.
So wurde im Zuge des Bergbaus bei Breitungen ein Abflussgaben, die Reusche, erbaut. Diese Lösung erwies sich jedoch als nicht ausreichend. Aus der Zeit zwischen 1714 und 1774, um 1870 (durchgängig mehrere Jahre), 1926/1927 und 1956/1957 sind weitere Füllungen der Senke belegt. Erst im Jahr 1957 wurde in der DDR das Problem nachhaltig gelöst. Es wurden mehrere Röhren mit etwa einem Meter Durchmesser eingelassen, die in einen extra dafür geschaffenen Abflussgraben mündeten. Dieser hatte eine Länge von 450 m, eine Breite von 17,5 m und eine Tiefe von 5,40 m. Zudem wurde in der Nähe des Sees ein Senkschacht erbaut, der den Breitunger Bach in diesen Graben leitet. In der Freiheit vom 12. Juli 1957 wurde berichtet, dass der See bald darauf nur noch halb so groß war und einige Stücke Ackerland am äußersten Seerand schon gepflügt wurden und die Urbarmachung der restlichen Fläche bald beginnen wird. Die Trockenlegung kostete 200.000 Mark.

## Heutiger Zustand
Der Hungersee liegt trocken. Nur an der tiefsten Stelle ist noch Schilfbewuchs vorhanden, was einen weiterhin feuchten Untergrund belegt.